# پالم اسپرینگز (کالیفرنیا)
پام اسپرینگز (به انگلیسی: Palm Springs) نام شهری در جنوب کالیفرنیا است.